# Mitologia celta
Mitologia celta era o conjunto de mitos da religião politeísta praticada pelos celtas na Idade do Ferro.

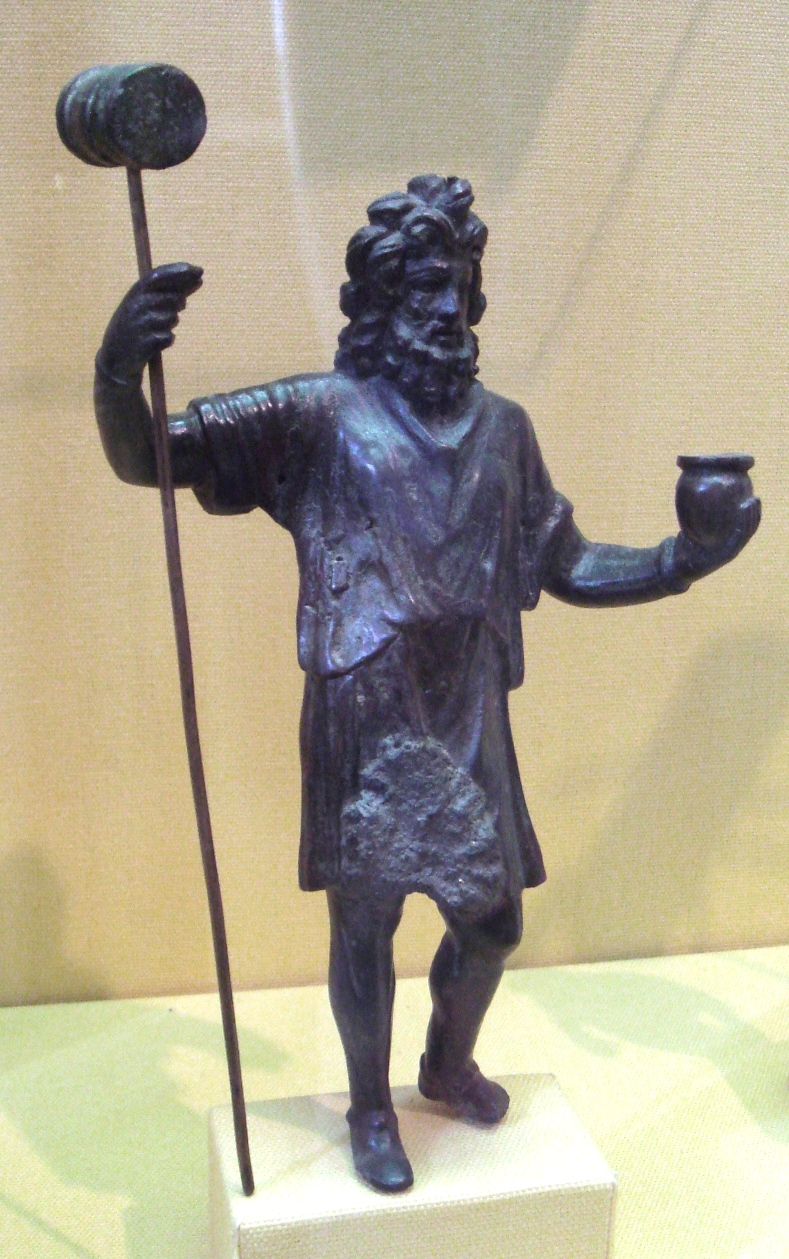
Deus celta Sucellus.

## Druidas
Eram pessoas encarregadas das tarefas de aconselhamento, ensino, jurídicas e filosóficas dentro da sociedade celta, possuindo um conhecimento elevado das outras pessoas. Os druidas eram divididos em 6 classe diferentes, cada um com sua função e especialização, mas na prática todos cumpriam todas as funções, sendo os únicos detentores do entendimento da divindade: Druida-Brithem (juízes), Druidas-Filid (descendentes direto dos cosmos), Druida-Liang (curandeiros ou médicos), Druida-Scelaige (repetir a história dos celtas que lhe haviam sido contada por outros Scelaige), Druida-Sencha (o oposto dos Scelaige, deveriam compor outras novas histórias sobre o que estava ocorrendo) e Druidas-Poetas (contavam as histórias dos Scelaige para o povo).

### Darach
Um Darach é um druida sombrio. Darach significa "Dark Oak" em línguas gaélicas e é descrito como um druida que seguiu o caminho errado

## Símbolos

### Triskelion
Antigo símbolo celta utilizado pelos druidas. O Triskele é um elemento geométrico com três esferas sagradas que manifesta e representa a divindade, o princípio e o fim, a eterna evolução, o movimento, a vibração e a perpétua aprendizagem. É representado com três espirais em movimento, que são a manifestação da energia divina.

### Espiral
As espirais são alguns dos símbolos mais antigos conhecidos dos celtas. Visível em artefatos que datam muito antes da escrita na Irlanda. Estas espirais místicas estão entre os mais antigos símbolos associados com a arte celta. Muitas das formas naturais são espirais, como conchas, padrões de crescimento, flores entre outros e acredita-se que representam o equilíbrio espiritual entre a consciência interior e exterior.

### Shield knot
Significa proteção. Ela é frequentemente associada com os celtas, mas datasse bem antes na Mesopotâmia. Os quatro cantos são uma chamada para os deuses dos quatro cantos da terra. Na Cabala, é o símbolo da Sema e invoca os quatro Arcanjos.

### Trinity knot
Símbolo celta da Deusa. Em Wicca, ele é tomado como donzela, mãe, anciã. Também pode significar mente, corpo, alma ou terra, mar e céu.

### Awen
Literalmente é a inspiração poética ou iluminação espiritual . A barra da esquerda representa o masculino, o direito a feminino , e a barra do centro é o equilíbrio entre os dois.

### Sun Wheel
Representa o calendário solar, com os raios que marcam solstícios e equinócios.

### Five-Fold Celtic Knot/Nó celta de cinco voltas
O símbolo vem dos Celtas e reflete sobre como o espírito se conecta aos outros 4 elementos, e como nos relacionamos com o mundo que nos rodeia. Os 4 círculos pode significar os 4 elementos, as 4 direções, etc., e que o que traz todos juntos é o círculo do meio, o espírito.

## Nemeton
Nemeton era um espaço sagrado da antiga religião Céltica. A origem da palavra “nemeton” tem sido muito debatida. Alguns estudiosos pensam que vem da palavra irlandesa velha NEMED , enquanto outros a vêem como ligada à palavra latina Nemus ou talvez a palavra grega temenos . Seja qual for a sua derivação, várias línguas parecem ter tido palavras de raiz semelhantes indicando “um lugar sagrado na floresta.” Principalmente situadas em zonas naturais, e muitas vezes sendo utilizado árvores,  interpretados como bosques sagrados. No entanto, outras evidências sugerem que a palavra implícita uma maior variedade de espaços rituais, tais como santuários e templos.

## Mistletoe/Visco branco
O solstício de inverno, chamada ‘Alban Arthan’ pelos druidas, era de acordo com a tradição de Bardo, o momento em que o chefe Druida iria cortar o visco sagrado do carvalho. A planta no folclore antigo é chamado Allheal, utilizada na medicina popular para curar muitos males, e de fato os druidas consideravam o visco uma planta sagrada e acreditava que tinha propriedades milagrosas que poderia curar doenças, servir como um antídoto contra venenos, garantir a fertilidade e proteger contra os efeitos nocivos de bruxaria.